# Saint-Thonan
Saint-Thonan är en kommun i departementet Finistère i regionen Bretagne i västra Frankrike. Kommunen ligger i kantonen Landerneau som tillhör arrondissementet Brest. År 2022 hade Saint-Thonan 1 943 invånare.

## Befolkningsutveckling
Antalet invånare i kommunen Saint-Thonan
Referens:INSEE